# NGC 4419
NGC 4419 est une galaxie spirale barrée située dans la constellation de la Chevelure de Bérénice. NGC 4419 a été découverte par l'astronome germano-britannique William Herschel en 1784.

## Caractéristiques
La classe de luminosité de NGC 4419 est I et elle présente une large raie HI. Elle renferme également des régions d'hydrogène ionisé. De plus, c'est une galaxie LINER, c'est-à-dire une galaxie dont le noyau présente un spectre d'émission caractérisé par de larges raies d'atomes faiblement ionisés.

### Distance
Sa vitesse par rapport au fond diffus cosmologique est de 64 ± 23 km/s.
Cette galaxie est trop près de la Voie lactée et on ne peut lui appliquer la loi de Hubble-Lemaître pour calculer sa distance. Cependant, 22 mesures non basées sur le décalage vers le rouge (redshift) ont été réalisées. Le résultat de ces mesures donnent une distance de 16,095 ± 3,615 Mpc (∼52,5 millions d'al).

### Luminosité dans l'infrarouge
La luminosité de la galaxie NGC 4419 dans l'infrarouge lointain (de 40 à 400 µm)  est égale à 4,57 × 109 {\displaystyle L_{\odot }} (109,68{\displaystyle L_{\odot }}) et sa luminosité totale dans l'infrarouge (de 8 à 1 000 µm) est de 7,24 × 109 {\displaystyle L_{\odot }} (109,86{\displaystyle L_{\odot }}).

### Morphologie
NGC 4419 présente un disque tronqué, et en raison de son mouvement dans le milieu intergalactique dans l'amas de la Vierge, elle subit une pression dynamique qui la dépouille de ses gaz. Elle présente donc peu d'hydrogène neutre et un faible taux de formation d'étoiles. Elle est donc qualifiée de galaxie anémique comme plusieurs galaxies spirales de l'amas de la Vierge.

## Supernova
Deux supernovas ont été découvertes dans NGC 4419 : SN 1984A et SN 2012cc. 

### SN 1984A
Cette supernova a été découverte le 4 janvier 1984 par l'astronome italien Leonida Rosino. Cette supernova était de type Ia.

### SN 2012cc
Cette supernova a été découverte le 29 avril 2012 par Cenko et al dans le cadre du programme LOSS (Lick Observatory Supernova Search) de l'observatoire Lick. Cette supernova était de type II.

## Groupe de M86
Selon Abraham Mahtessian, NGC 4419 fait partie d'un groupe de galaxies qui compte 22 membres, le groupe de M86 (NGC 4406) (M86 est la plus brillante de ce groupe). Les autres galaxies de la liste de Mahtessian sont M98 (NGC 4192), NGC 4208 (NGC 4212 dans l'article), NGC 4216, NGC 4396, M86 (NGC 4406), NGC 4413, NGC 4438, NGC 4531, NGC 4550, NGC 4552 (M89), M90 (NGC 4569), IC 3094 (appartenance incertaine), IC 3258 et IC 3476.
La liste de Mahtessian renferme quelques erreurs. Par exemple, la galaxie NGC 4438 forme une paire avec la galaxie NGC 4435 et elle devrait logiquement appartenir au groupe de M60 décrit par Mahtessian et au groupe de M49 décrit par A.M. Garcia. Autre exemple, l'omission de la galaxie IC 3583 qui forme une paire avec M90.
De plus, la liste de Mahtessian renferme d'autres erreurs évidentes. On y retrouve par exemple la galaxie NGC 598 qui est en réalité la galaxie du Triangle (M33) et qui fait partie du Groupe local, de même que la galaxie NGC 784 qui appartient au groupe de NGC 672 et qui est au moins trois fois plus rapprochée de la Voie lactée que les autres galaxies du groupe de M86. De plus, trois des galaxies (1110+2225, 1228+1233 et 1508+3723) mentionnées dans l'article sont introuvables dans les bases de données. La notation employée par Mahtessian est un abrégé de la notation du Catalogue of Galaxies and of Clusters of Galaxies CGCG et la correspondance avec d'autres désignations ne figure malheureusement pas dans l'article. Ainsi, les galaxies 0101+1625 et 1005+1233 sont en réalité CGCG 0101.7+1625 (UGC 685) et CGCG 1005.8+1233 (Leo I ou UGC 5470). Leo I fait partie du Groupe local et UGC 685 est à environ 15 millions d'années-lumière de nous en bordure du groupe local. Ces deux galaxies n'appartiennent manifestement pas au groupe de M86.
Certaines de ces galaxies s'approchent de la Voie lactée ou leur vitesse radiale est trop faible pour que l'on puisse calculer leur distance à partir de la loi de Hubble-Lemaître. Heureusement, plusieurs mesures (sauf pour IC 3094 et NGC 4431) ont été réalisées selon des méthodes indépendantes du décalage vers le rouge. La distance moyenne des galaxies du groupe avec suffisamment de mesure non basées sur le décalage est de 14,9 Mpc.

## Galerie

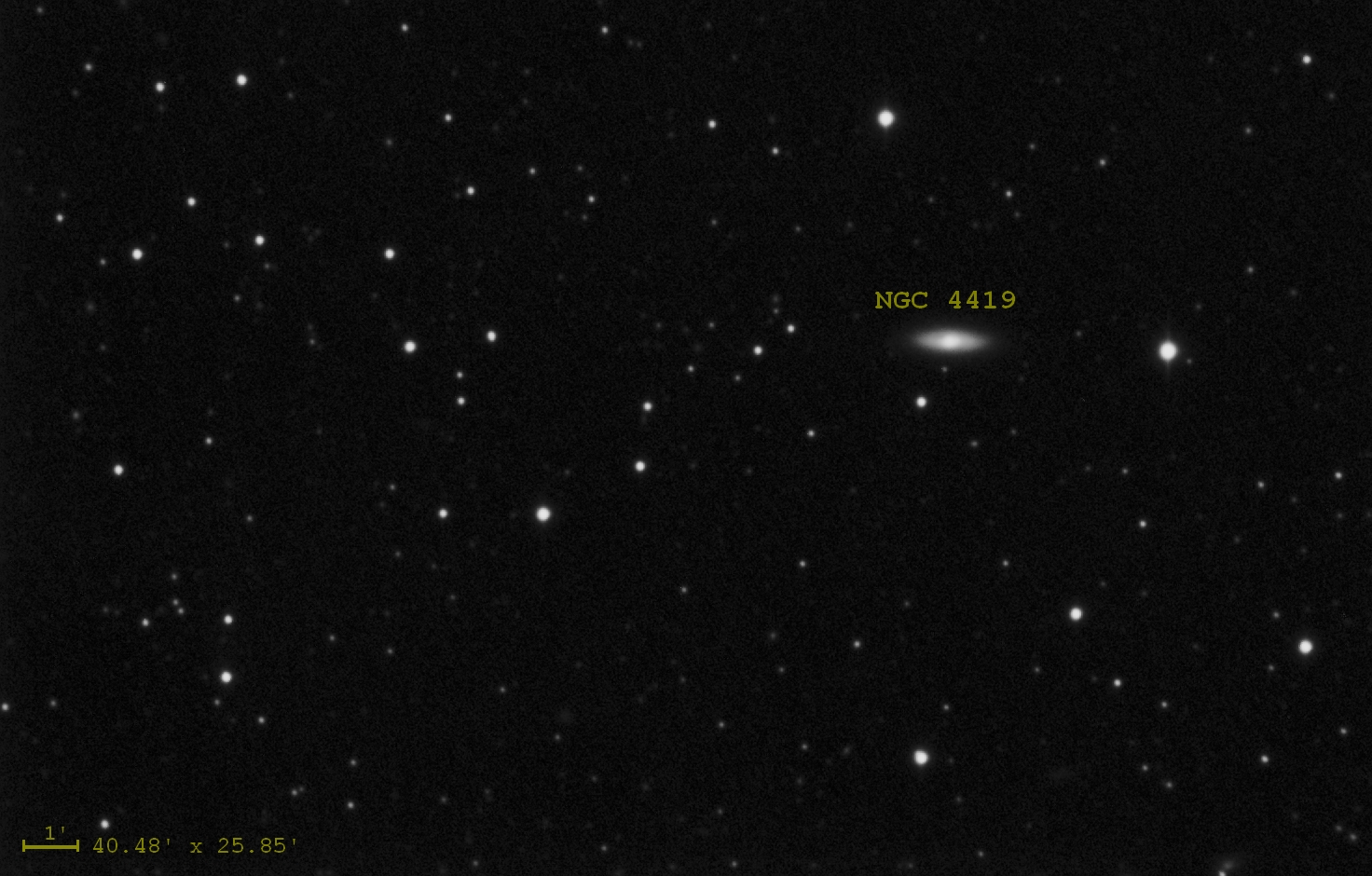
NGC 4419 par un astronome amateur.